# Na’akueto La’ab
Na’akueto La’ab (äthiop. ነዓኩቶ ለአብ) war Negus Negest (Kaiser) von Äthiopien sowie ein Mitglied der Zagwe-Dynastie. Taddesse Tamrat zufolge war er der Sohn von Kedus Harbe.
Die Überlieferung berichtet davon, wie die Königin Maskal Kibra ihren Ehemann, den König Lalibela überzeugte, zugunsten von Na’akueto La’ab abzutreten. Als jedoch 18 Monate später die Soldaten des jungen Königs die einzige Kuh eines armen Bauern für eine Festtafel beschlagnahmten, überredete sie Lalibela, auf den Thron zurückzukehren. Taddesse Tamrat vermutet, dass das Ende der Herrschaft Lalibelas sich tatsächlich nicht so friedlich abspielte. Er argumentiert, dass diese Überlieferung einen kurzen Zeitraum in der Geschichte verdecken soll, in dem Na’akueto La’ab der Anlaufpunkt für Unzufriedene im Land war und in dem es ihm trotz strenger Bewachung gelang, sich des Throns für kurze Zeit zu bemächtigen, bis schließlich Yetbarak den Thron seines Vaters bestieg.